# Viry Hockey 91
Le Viry Hockey 91 est un club français de hockey sur glace basé dans la ville de Viry-Châtillon en France et évoluant en Division 3 du championnat de France (4e échelon national). L'équipe est surnommé les Jets de Viry-Châtillon.

## Historique
À la suite de la liquidation judiciaire de l'ancienne équipe des Jets, un nouveau club de hockey est créé à Viry-Châtillon. L’équipe senior s’engage alors dans le championnat de France de troisième division pour la saison 2011-2012.
Le siège social du club est installé au 31 avenue du Général de Gaulle, à proximité de la route nationale 7.

Le club fusionne avec les Peaux-Rouges d'Évry à la fin de la saison 2015. L'ensemble des équipes sont dès lors regroupées sous la nouvelle entité.